# Segue 2
Segue 2 – karłowata galaktyka sferoidalna znajdująca się w konstelacji Barana w odległości około 114 000 lat świetlnych od Ziemi. Została odkryta w 2009 roku w przeglądzie Sloan Extension for Galactic Understanding and Exploration będącym częścią programu Sloan Digital Sky Survey przez zespół naukowców pod kierownictwem V. Belokurova, astronoma z University of Cambridge.
Galaktyka Segue 2 należy do Grupy Lokalnej i jest satelitą Drogi Mlecznej.
Jest to najmniej masywna znana galaktyka (według stanu na 2013 rok). Zawiera około tysiąca gwiazd, a jej jasność to tylko około 900 jasności Słońca (dla porównania – Droga Mleczna jest około 20 miliardów razy jaśniejsza od Słońca). Od gromady gwiazd odróżnia ją halo składające się z ciemnej materii.